# 2 augustus
2 augustus is de 214de dag van het jaar (215de in een schrikkeljaar) in de gregoriaanse kalender. Hierna volgen nog 151 dagen tot het einde van het jaar.

## Gebeurtenissen
- Algemeen
  - 320 - In Yaxchilán, een stadstaat van de Maya's, sticht koning Yat-Balam (Penis van de Jaguar) een dynastie die zo'n vijfhonderd jaar zal blijven bestaan.
  - 1876 - Wild Bill Hickok, gunslinger uit het Wilde Westen, wordt tijdens het pokeren in de rug geschoten en sterft.
  - 1925 - Conrad Hilton opent in Dallas, Texas het eerste Hilton-hotel.
  - 1964 - Rassenrel in Jersey City, New Jersey.
- Infrastructuur
  - 2017 - De verbindingsweg tussen de A13 en A16 ten noorden van Rotterdam mag worden aangelegd, concludeert de Raad van State, die alle bezwaren van milieuorganisaties en omwonenden van tafel veegt.
- Kunst en cultuur
  - 1867 - Oprichting van de Vlaamse muziekschool in Antwerpen, onder leiding van de componist Peter Benoit.
  - 1961 - Eerste optreden van de Beatles als de huisband in de Cavern Club in Liverpool, Engeland.
- Media
  - 1958 - Zeezender Radio Mercur begint met haar officiële programma's.

- Oorlog

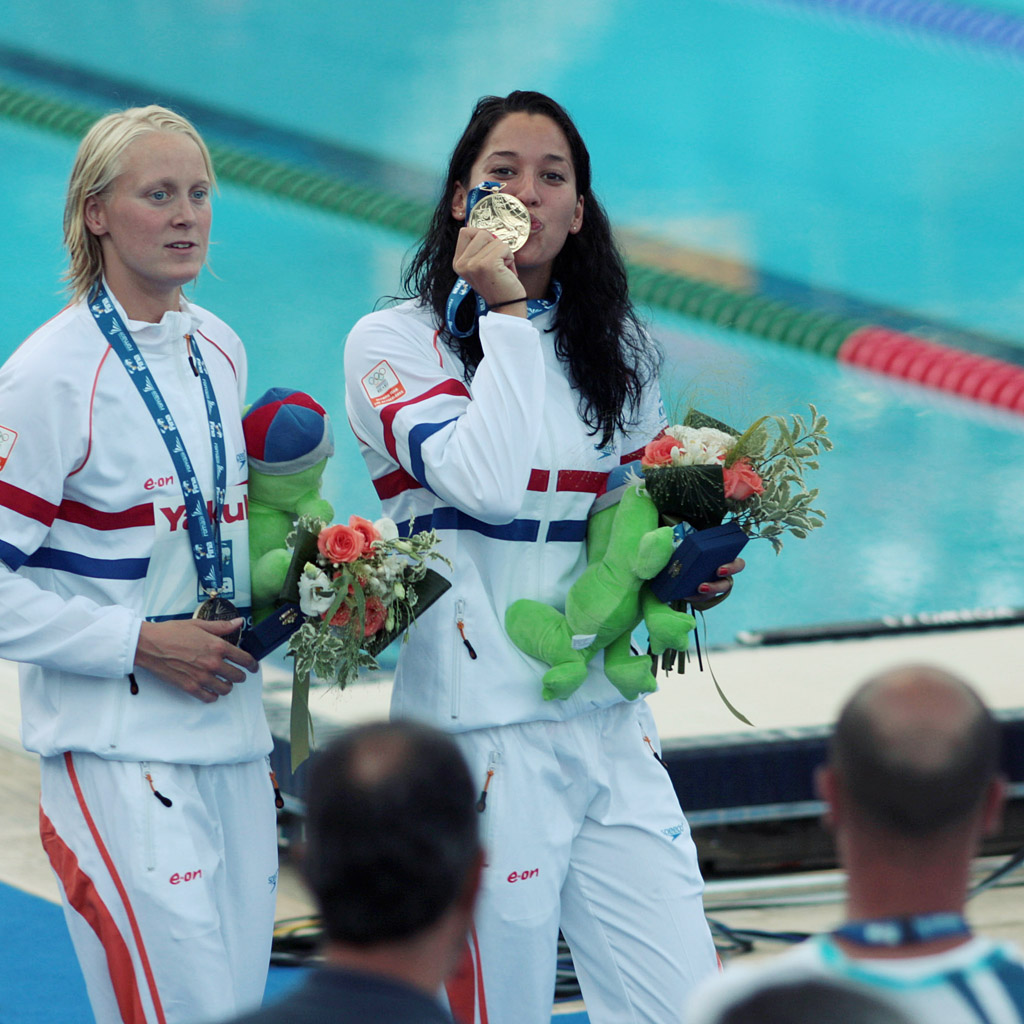
Ranomi Kromowidjojo wint de gouden medaille.(OS Londen 2012)

  - 338 v.Chr. - Slag bij Chaeronea, Philippus II van Macedonië verslaat de Thebanen en de Atheners.
  - 216 v.Chr. - Slag bij Cannae, de Romeinen verliezen een belangrijke slag tegen Hannibal.
  - 1832 - 1300 militairen in Illinois verslaan de Sac- en Fox-indianen. Dit is het einde van de Black Hawk Oorlog.
  - 1832 - Blanken decimeren het aantal indianen tijdens de slag bij Bad Axe River, Wisconsin.
  - 1903 - Onsuccesvolle opstand van de Macedoniërs tegen het Ottomaanse Rijk.
  - 1940 - Kamp Amersfoort wordt in gebruik genomen. Oprichting Royal Dutch Naval Air Service.[1]
  - 1964 - Noord-Vietnam vuurt op een Amerikaans oorlogsschip in de Golf van Tonkin (het Tonkin-incident).
  - 1990 - Irak bezet Koeweit.
- Politiek
  - 461 - Keizer Majorianus wordt bij Tortona (Noord-Italië) gevangengenomen en door Ricimer (magister militum) gedwongen af te treden.
  - 1776 - Officiële ondertekening van de Onafhankelijkheidsverklaring in de VS.
  - 1997 - Mohammad Khatami wordt president van Iran.
  - 2012 - Het Roemeense grondwettelijke hof besluit de beslissing over de geldigheid van een referendum over het ontslag van president Traian Basescu uit te stellen tot 12 september.
  - 2012 - Een rechtbank in Mongolië veroordeelt oud-president Nambar Enkhbayar wegens corruptie tot vier jaar gevangenisstraf.
  - 2013 - De oud-president van Mongolië, Nambar Enkhbayar, zegt geen gratie te willen van president Tsakhia Elbegdorj. In plaats daarvan wil hij dat zijn naam wordt gezuiverd.
  - 2016 - President Nicolás Maduro van Venezuela benoemt een minister van Binnenlandse Zaken die in de Verenigde Staten wordt gezocht wegens drugssmokkel: Néstor Reverol, een generaal die baas was van zowel het anti-drugsagentschap van het land als van de Nationale Garde.
  - 2022 - Minister-president Mark Rutte wordt met 4310 dagen de langstzittende minister-president in de Nederlandse geschiedenis. Hij 'verslaat' hiermee Ruud Lubbers die 4309 dagen minister-president was.
- Recreatie
  - 1988 - De bouw van Euro Disney Resort wordt gestart.
- Religie
  - 257 - Einde van het pontificaat van paus Stefanus I.
  - 640 - Einde van het pontificaat van paus Severinus.
  - 686 - Einde van het pontificaat van paus Johannes V.
  - 1492 - Joden worden Spanje uitgezet door Koning Ferdinand en Koningin Isabella.
  - 1989 - Benoeming van de Nederlander Diogo Reesink tot bisschop van Almenara in Brazilië.
- Sport
  - 1919 - Eerste parachutesprong in de VS.
  - 1949 - Oprichting van de Poolse voetbalclub Kolejarz Stróże.
  - 1958 - Opening van het Ulrich-Haberland-Stadion, een voetbalstadion in de Duitse stad Leverkusen.
  - 1991 - Openingsceremonie van de elfde Pan-Amerikaanse Spelen, gehouden in Havana.
  - 1996 - Voor het eerst in de geschiedenis wint de Nederlandse mannenhockeyploeg de gouden medaille bij de Olympische Spelen. In de finale wordt Spanje met 3-1 verslagen, onder meer door twee doelpunten van de afzwaaiende Floris Jan Bovelander.
  - 1998 - Marco Pantani wint de 85ste en door dopingperikelen geteisterde editie van de Ronde van Frankrijk. De Italiaanse wielrenner neemt de titel over van zijn Duitse collega Jan Ullrich, die ditmaal tweede wordt.
  - 2002 - Bij de Europese kampioenschappen in Berlijn verbetert de Nederlandse zwemmer Pieter van den Hoogenband zijn eigen Europese record op de 200 meter vrije slag tot 1.44,89.
  - 2009 - Bij de wereldkampioenschappen in Rome verbetert Britta Steffen het wereldrecord op de 50 meter vrije slag van Marleen Veldhuis en scherpt het aan tot 23.73.
  - 2012 - De Nederlandse zwemster Ranomi Kromowidjojo wint de gouden medaille op de 100 meter vrije slag bij de Olympische Zomerspelen 2012.
  - 2015 - PSV wint de Johan Cruijff Schaal na een 3-0 zege op FC Groningen.
  - 2017 - Mircea Lucescu volgt Fatih Terim als bondscoach van het Turks voetbalelftal.
  - 2021 - De Nederlandse Sifan Hassan behaalt een gouden medaille bij de 5000 meter op de Olympische Spelen in Tokio.
- Wetenschap en technologie
  - 1870 - Feestelijke opening van 's werelds eerste metro, onder de Theems, nabij de Tower Bridge in Londen.
  - 1901 - André Dumont ontdekt in de Belgische Kempen belangrijke kolenlagen.
  - 1932 - Het positron, het antideeltje van het elektron, wordt ontdekt door Carl Anderson.
  - 1971 - Met het opstijgen van de Falcon maanmodule met astronauten David Scott en James Irwin is voor het eerst in de historie van de ruimtevaart een lancering vanaf de Maan op de televisie te zien. Even later koppelt de Falcon aan commandomodule Endeavour en begint Apollo 15 aan de terugreis naar de Aarde.[2]
  - 1989 - NASA bevestigt de ontdekking van nog drie manen rond Neptunus door de Voyager 2.
  - 1991 - Spaceshuttle STS 43 (Atlantis 9) wordt gelanceerd.

## Geboren

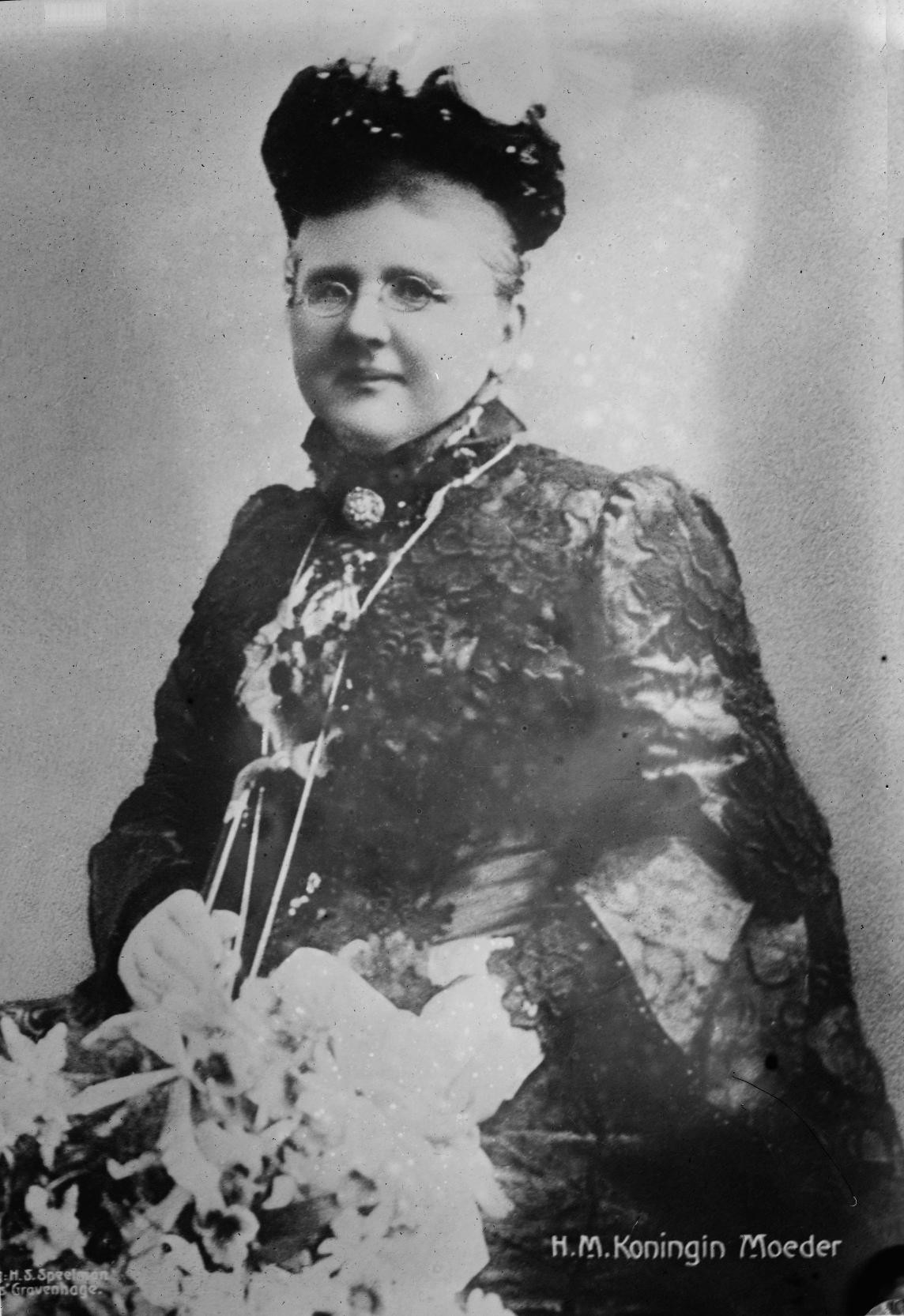
Emma van Waldeck-Pyrmont
geboren in 1858

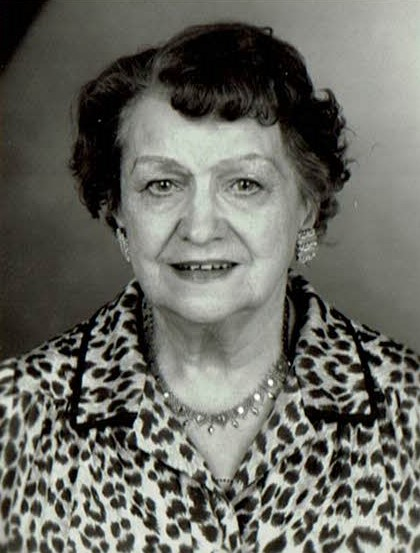
Adri Alindo
geboren in 1905

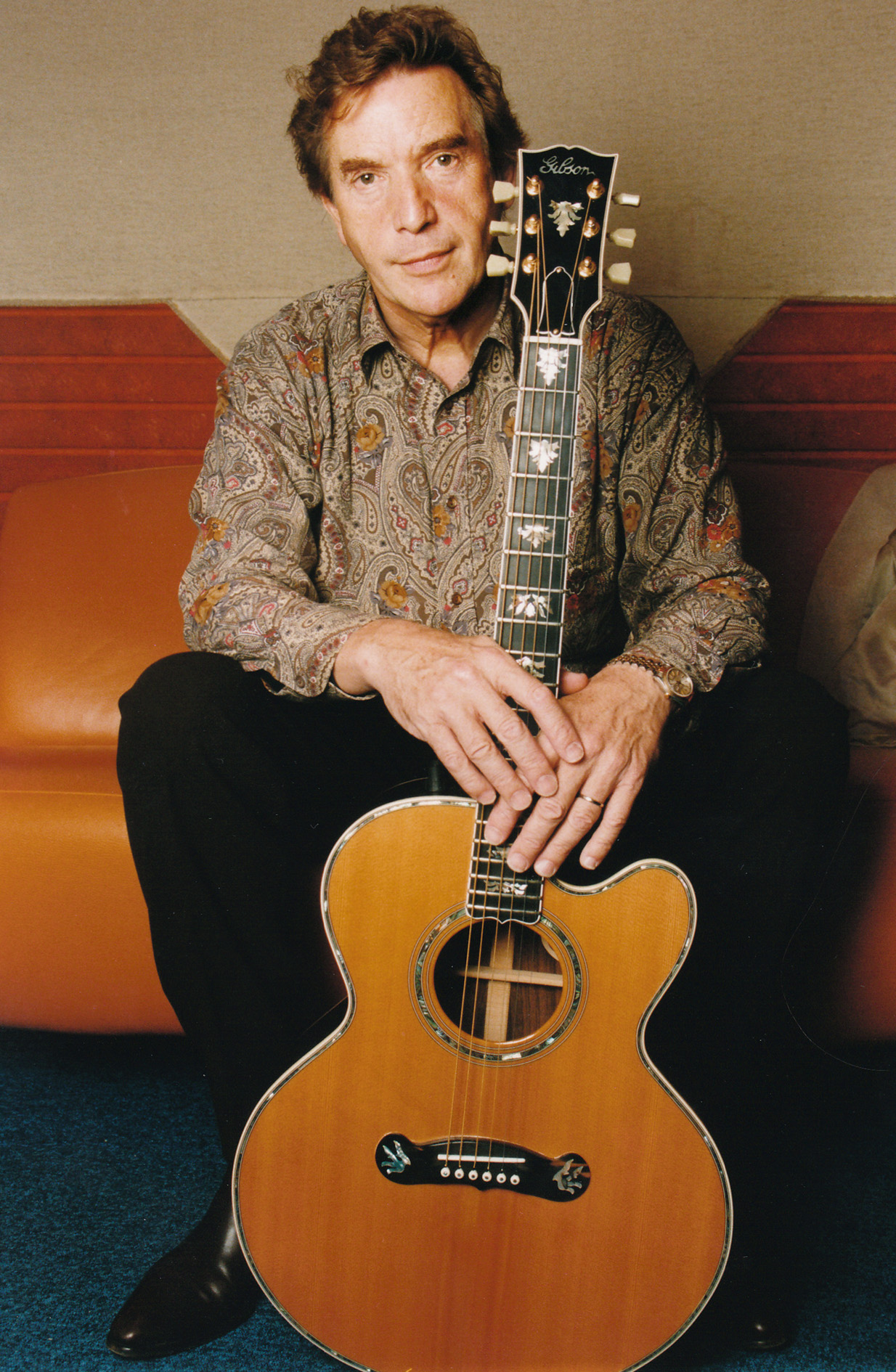
Will Tura,
geboren in 1940

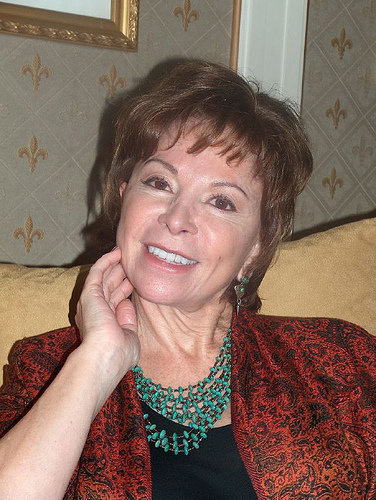
Isabel Allende,
geboren in 1942

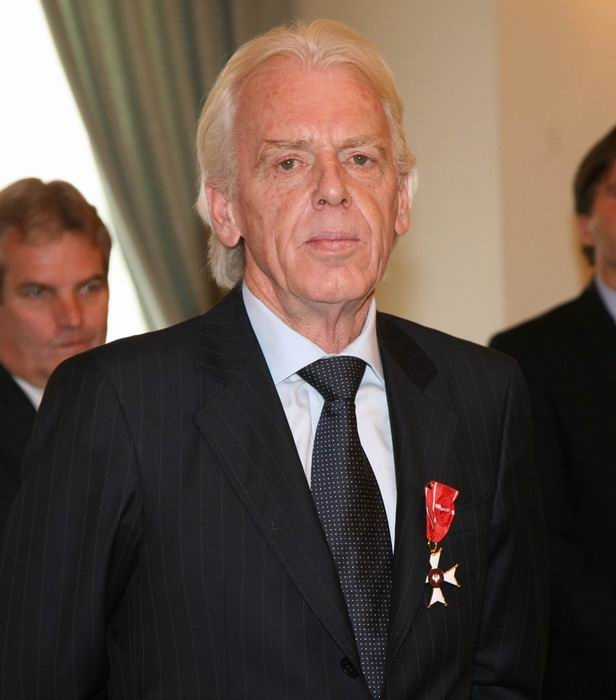
Leo Beenhakker,
geboren in 1942

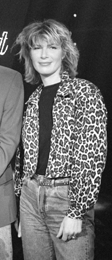
Mieke van der Weij,
geboren in 1953

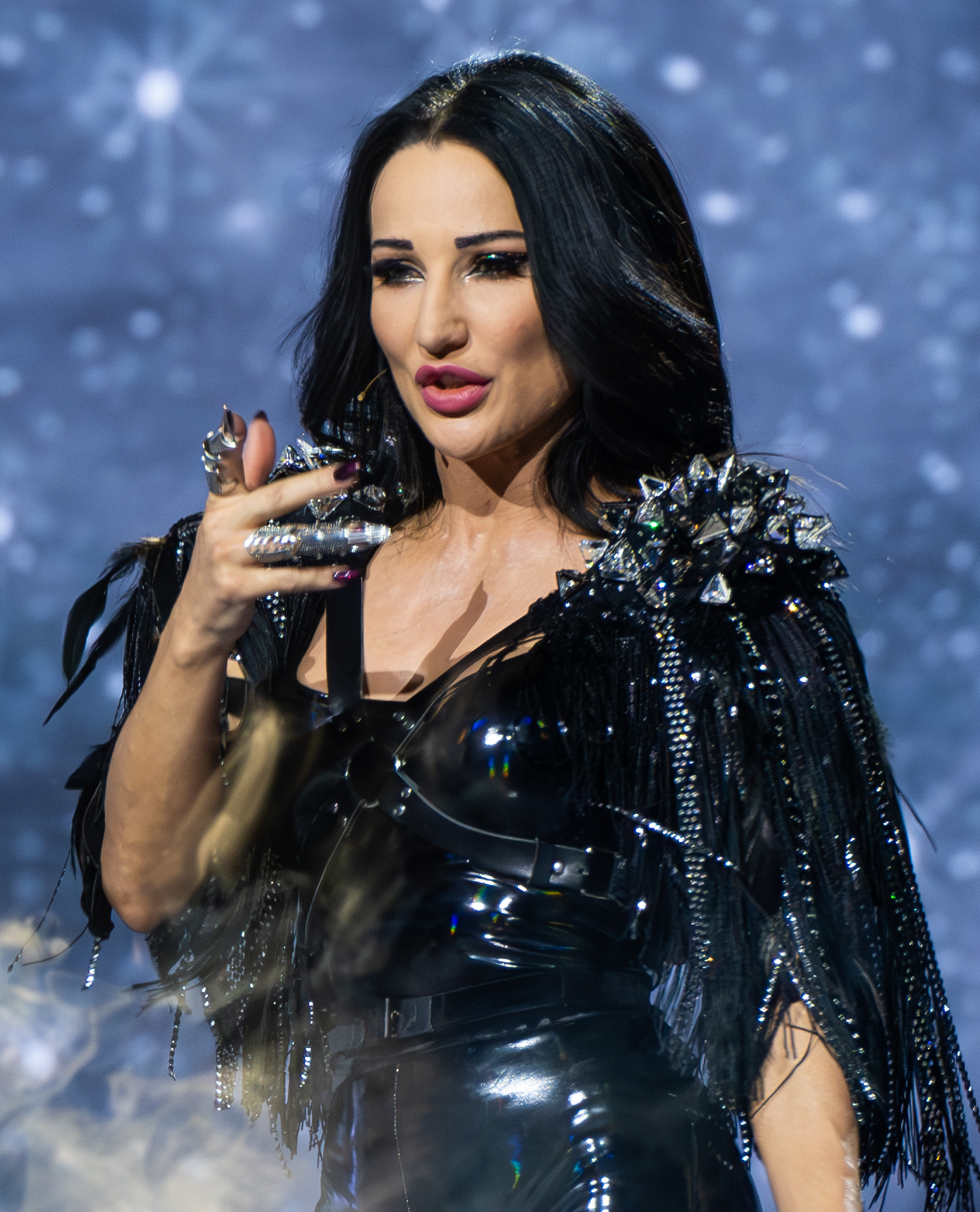
Justyna Steczkowska,
geboren in 1972

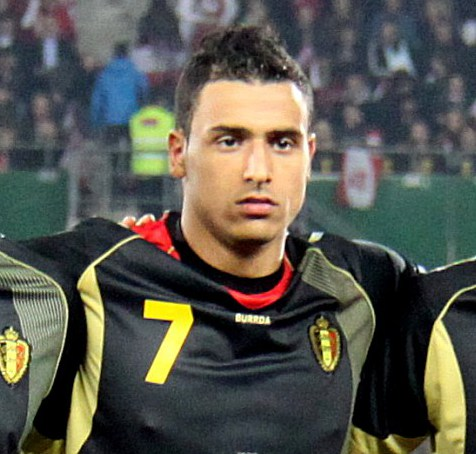
Nacer Chadli,
geboren in 1989

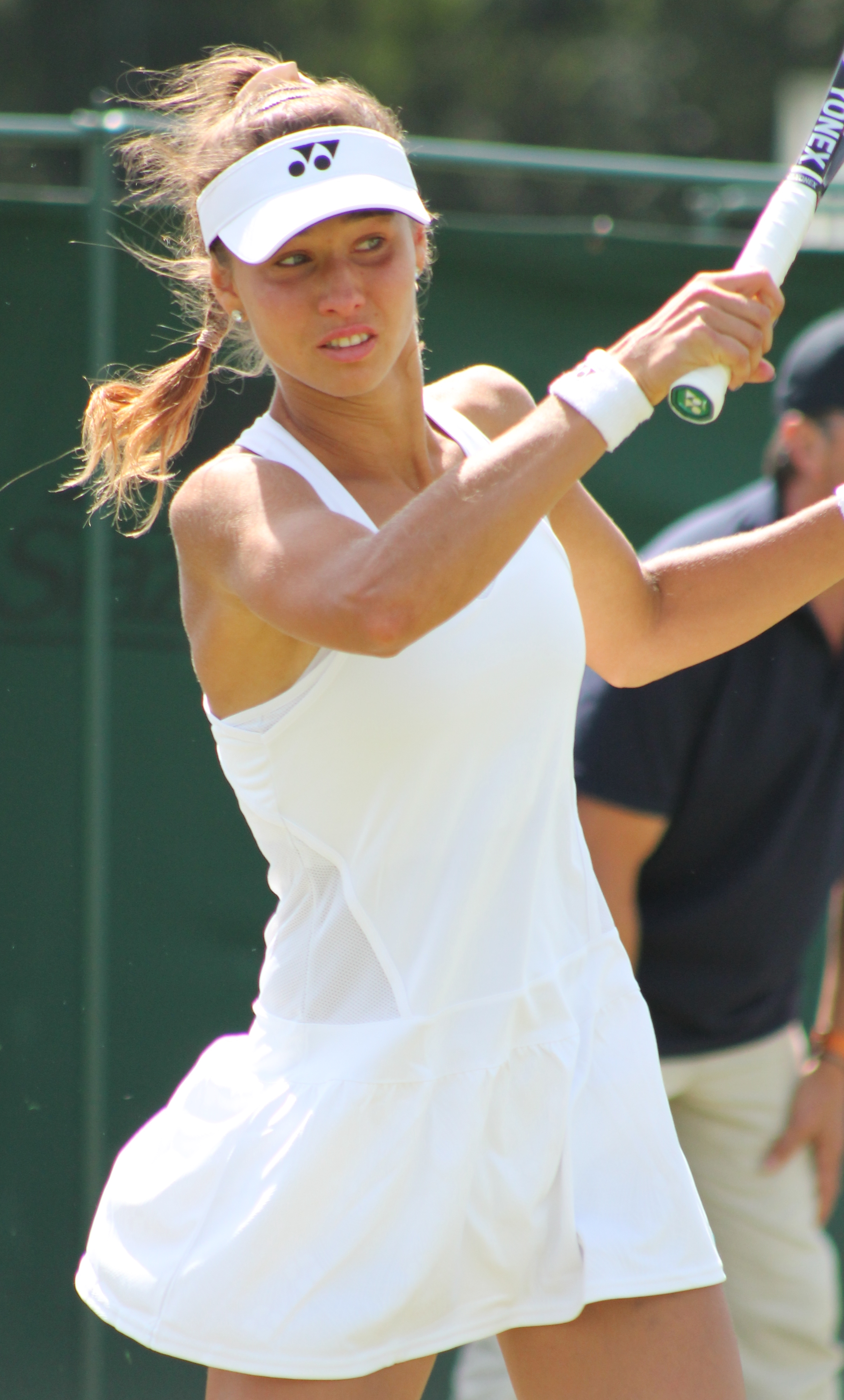
Vitalia Djatsjenko,
geboren in 1990

- 1455 - Johann Cicero van Brandenburg, Duits keurvorst (overleden 1499)
- 1564 - Pieter Pauw, Nederlands botanicus, anatoom en hoogleraar (overleden 1617)
- 1612 - Saskia van Uylenburgh, echtgenote van Rembrandt van Rijn (overleden 1642)
- 1627 - Samuel van Hoogstraten, Nederlands kunstschilder, etser en theoreticus (overleden 1678)
- 1672 - Johann Jakob Scheuchzer, Zwitsers natuuronderzoeker (overleden 1733)
- 1674 - Filips van Orléans, Frans hertog en regent voor Lodewijk XV (overleden 1723)
- 1696 - Mahmut I, sultan van het Ottomaanse Rijk (overleden 1754)
- 1820 - John Tyndall, Iers natuurkundige (overleden 1893)
- 1834 - Frédéric Auguste Bartholdi, Frans beeldhouwer (overleden 1904)
- 1849 - Maria Pia van Bourbon-Sicilië, hertogin van Parma (overleden 1882)
- 1854 - Eugène Ruffy, Zwitsers politicus (overleden 1919)
- 1858 - Catharina van Rennes, Nederlands componiste en zangpedagoge (overleden 1940)
- 1858 - Emma van Waldeck-Pyrmont, koningin-regentes der Nederlanden (overleden 1934)
- 1861 - Edith Cowan, Australisch activiste en eerste vrouwelijke parlementslid (overleden 1932)
- 1866 - Adrien de Gerlache, Belgisch ontdekkingsreiziger (overleden 1934)
- 1868 - Constantijn I, koning van Griekenland (1913-1917 en 1920-1922) (overleden 1923)
- 1869 - Louis Marie Rollin Couquerque, Nederlands jurist (overleden 1960)
- 1876 - Julien Lootens, Belgisch wielrenner (overleden 1942)
- 1881 - Gustave Van de Woestijne, Belgisch kunstschilder (overleden 1947)
- 1884 - Rómulo Gallegos, Venezolaans schrijver en politicus (overleden 1969)
- 1887 - Heinrich Danckelmann, Duits generaal (overleden 1947)
- 1889 - Charles Weymann, Frans luchtvaartpionier (overleden 1976)
- 1890 - Marin Sais, Amerikaans actrice (overleden 1971)
- 1892 - Jack L. Warner, Canadees filmproducent (overleden 1978)
- 1894 - Hendrik Chabot, Nederlands kunstschilder en beeldhouwer (overleden 1949)
- 1894 - Paul Gailly, Belgisch waterpoloër (overleden 1969)
- 1897 - James Parrott, Amerikaans acteur en regisseur (overleden in 1939)
- 1899 - Ove Andersen, Fins atleet (overleden 1967)
- 1901 - Ignatius Kung Pin-Mei, Chinees kardinaal-bisschop van Shanghai (overleden 2000)
- 1905 - Adri Alindo, Nederlands illustratrice en boekbandontwerpster (overleden 2001)
- 1905 - Nettie Grooss, Nederlands atlete (overleden 1977)
- 1905 - Karl Amadeus Hartmann, Duits componist (overleden 1963)
- 1905 - Rudolf Prack, Oostenrijks toneelspeler en filmacteur (overleden 1981)
- 1905 - Myrna Loy, Amerikaans actrice (overleden 1993)
- 1909 - Aart Klein, Nederlands fotograaf (overleden 2001)
- 1910 - Truus van Aalten, Nederlands filmactrice en onderneemster (overleden 1999)
- 1913 - Francis Weldon, Brits ruiter (overleden 1993)
- 1915 - William Gear, Schots kunstschilder (overleden 1997)
- 1915 - Johan Limpers, Nederlands beeldhouwer en verzetsstrijder (overleden 1944)
- 1915 - Gary Merrill, Amerikaans acteur (overleden 1990)
- 1918 - Jim Delligatti, bedenker van de Big Mac (overleden 2016)
- 1919 - Nehemiah Persoff, Israëlisch-Amerikaans acteur (overleden 2022)
- 1922 - Paul Laxalt, Amerikaans politicus, senator, gouverneur (overleden 2018)
- 1923 - Shimon Peres, Israëlisch politicus: premier en president (overleden 2016)
- 1924 - James Baldwin, Amerikaans schrijver (overleden 1987)
- 1924 - Carroll O'Connor, Amerikaans acteur (overleden 2001)
- 1925 - George Habash, Palestijns kinderarts en activist-terrorist (overleden 2008)
- 1925 - Jorge Videla, Argentijns generaal en president-dictator (overleden 2013)
- 1926 - Annie Geeraerts, Belgisch actrice
- 1927 - Peter Swinnerton-Dyer, Brits wiskundige (overleden 2018)
- 1929 - Jan De Gruyter, Belgisch politicus (overleden 2005)
- 1929 - Bernard L. Kowalski, Amerikaans film- en televisieregisseur (overleden 2007)
- 1929 - André Soeperman, Surinaams politicus (overleden 1977)
- 1929 - Geertruida Jeanette Thorbecke, Nederlands-Amerikaans patholoog (overleden 2001)
- 1930 - Robert Jenson, Amerikaans theoloog (overleden 2017)
- 1931 - Ruth Maria Kubitschek, Duits-Zwitsers actrice (overleden 2024)
- 1931 - Willem Witteveen, Nederlands politicus (overleden 2000)
- 1932 - Elise Boot, Nederlands rechtsgeleerde en politica (overleden 2023)
- 1932 - Donald Hunsberger, Amerikaans componist, muziekpedagoog en dirigent (overleden 2023)
- 1932 - Lamar Hunt, Amerikaans ondernemer (overleden 2006)
- 1932 - Peter O'Toole, Iers acteur (overleden 2013)
- 1933 - André Ballieux, Belgisch atleet
- 1933 - Frits Goldschmeding, Nederlands ondernemer (overleden 2024)
- 1934 - Valeri Bykovski, Russisch kosmonaut (overleden 2019)
- 1934 - Carl Cain, Amerikaans basketballer (overleden 2024)
- 1936 - Anthony Payne, Brits componist, muziekwetenschapper en schrijver (overleden 2021)
- 1937 - Garth Hudson, Canadees popmuzikant (overleden 2025)
- 1937 - Jaap Oudkerk, Nederlands wielrenner (overleden 2024)
- 1938 - Paul Jenkins, Amerikaans acteur (overleden 2013)
- 1938 - Sigi Renz, Duits wielrenner (overleden 2025)
- 1939 - Wes Craven, Amerikaans filmregisseur (overleden 2015)
- 1939 - Robert Lee Dickey, Amerikaans R&B-zanger (overleden 2011)
- 1940 - Angel Lagdameo, Filipijns aartsbisschop (overleden 2022)
- 1940 - Will Tura, Belgisch zanger
- 1941 - Mar Bruinzeel, Nederlands muzikant (overleden 2023)
- 1941 - Ede Staal, Nederlands streektaalzanger en -dichter (overleden 1986)
- 1942 - Isabel Allende, Chileens journaliste en schrijfster
- 1942 - Leo Beenhakker, Nederlands voetbaltrainer (overleden 2025)
- 1943 - Hans van Agt, Nederlands politicus (overleden 2024)
- 1943 - Trudy Labij, Nederlands actrice
- 1943 - Jeltje van Nieuwenhoven, Nederlands politica
- 1944 - Peter Buckley, Manx wielrenner (overleden 1969)
- 1944 - Jim Capaldi, Engels popmuzikant (overleden 2005)
- 1946 - Feike Salverda, Nederlands journalist (overleden 1996)
- 1947 - Massiel, Spaans zangeres
- 1947 - Sjoerd Soeters, Nederlands architect
- 1948 - Bram Tuinzing, Nederlands roeier, chirurg en hoogleraar (overleden 2024)
- 1949 - Roy Andersson, Zweeds voetballer
- 1950 - Graham Hancock, Brits journalist en schrijver
- 1950 - Graham Kendrick, Engels christelijk singer-songwriter
- 1951 - Andrew Gold, Amerikaans zanger en songwriter (overleden 2011)
- 1951 - Steve Hillage, Brits gitarist
- 1951 - Maarten Jagermeester, Belgisch schrijver
- 1952 - Alain Giresse, Frans voetballer en voetbaltrainer
- 1952 - Ernst Homburg, Nederlands hoogleraar
- 1952 - Jim Neidhart, Amerikaans professioneel worstelaar (overleden 2018)
- 1953 - Peter-Michael Kolbe, West-Duits roeier (overleden 2023)
- 1953 - Sammy Monsels, Surinaams atleet
- 1953 - Mieke van der Weij, Nederlands presentatrice
- 1954 - Mark Kranenburg, Nederlands journalist
- 1954 - Hans Ligtvoet, Nederlands acteur
- 1956 - Ángel Arroyo, Spaans wielrenner
- 1956 - Dirk Van Duppen, Belgisch arts en politicus (overleden 2020)
- 1957 - Mojo Nixon (Neill Kirby McMillan jr.), Amerikaans muzikant en acteur (overleden 2024)
- 1958 - Rainer Troppa, Duits voetballer (overleden 2023)
- 1960 - Bart Kaëll, Belgisch zanger
- 1960 - Seth Lloyd, Amerikaans natuurkundige en hoogleraar
- 1961 - Rudi Cossey, Belgisch voetballer
- 1961 - Cui Jian, Chinees zanger, componist, trompettist, gitarist en filmacteur
- 1962 - Antoinette Beumer, Nederlands regisseuse en schrijfster
- 1962 - Marjan Moolenaar, Nederlands journaliste en presentatrice
- 1962 - Vreneli Stadelmaier, Nederlands feministe en schrijfster
- 1965 - Angela Hauck-Stahnke, Duits langebaanschaatsster
- 1965 - Bart Peters, Nederlands roeier
- 1966 - Rosalie van Breemen, Nederlands fotomodel, presentatrice en journaliste
- 1966 - Peter Hertog, Belgisch politicus
- 1967 - Martin Laamers, Nederlands voetballer (overleden 2025)
- 1968 - Stefan Effenberg, Duits voetballer
- 1969 - Fernando Couto, Portugees voetballer
- 1969 - Richard Hallebeek, Nederlands jazz-/fusiongitarist
- 1969 - Erik Meijer, Nederlands voetballer
- 1970 - Kevin Smith, Amerikaans acteur en regisseur
- 1971 - Ángel Fernández, Ecuadoraans voetballer
- 1972 - Moussa Aouanouk, Algerijns atleet
- 1972 - Muriel Bowser, Amerikaans politica; burgemeester van Washington D.C. sinds 2015
- 1972 - Corinne Rey-Bellet, Zwitsers skiester (overleden 2006)
- 1972 - Justyna Steczkowska, Pools zangeres
- 1973 - Eric Deflandre, Belgisch voetballer
- 1973 - Daniele Nardello, Italiaans wielrenner
- 1973 - Susie O'Neill, Australisch zwemster
- 1974 - Kenneth Cheruiyot, Keniaans atleet
- 1974 - Willy Cheruiyot, Keniaans atleet
- 1976 - Reyes Estévez, Spaans atleet
- 1976 - Kati Wilhelm, Duits biatlete
- 1977 - Edward Furlong, Amerikaans acteur
- 1978 - Goran Gavrančić, Servisch voetballer
- 1979 - Thamar Henneken, Nederlands zwemster
- 1979 - Reuben Kosgei, Keniaans atleet
- 1979 - Hosea Rotich, Keniaans atleet
- 1979 - Lotte Visschers, Nederlands atlete
- 1982 - Luka Elsner, Sloveens voetballer en voetbalcoach
- 1982 - Ricardo Teixeira, Portugees-Angolees autocoureur
- 1983 - Michel Bastos, Braziliaans voetballer
- 1983 - Guo Xinxin, Chinees freestyleskiester
- 1983 - Jan De Volder, Belgisch journalist en televisiepresentator
- 1984 - Kenneth Kipkemoi, Keniaans atleet
- 1984 - Adelheid Morath, Duits mountainbikester
- 1984 - Giampaolo Pazzini, Italiaans voetballer
- 1984 - Sophie Polkamp, Nederlands hockeyster
- 1984 - JD Vance, Amerikaans Republikeins politicus; vice-president sinds 2025
- 1985 - Ilia Bozoljac, Servisch tennisser
- 1985 - Antoinette Nana Djimou, Frans atlete
- 1985 - Simon Niepmann, Zwitsers roeier
- 1986 - Camilla Meurer, Nederlands actrice
- 1986 - Mathieu Razanakolona, Canadees-Malagassisch alpineskiër
- 1986 - Luuk Verbij, Nederlands judoka
- 1986 - Natascha van Weezel, Nederlands auteur en filmmaker
- 1987 - Hannah Hoekstra, Nederlands actrice
- 1987 - Marija Rjemjen, Oekraïens atlete
- 1988 - Elena Berlato, Italiaans wielrenster
- 1988 - Sanne-Samina Hanssen, Nederlands actrice
- 1988 - Christoph Mick, Italiaans snowboarder
- 1988 - Rocío Sánchez Moccia, Argentijns hockeyster
- 1988 - Valent Sinković, Kroatisch roeier
- 1988 - Morgan Scroggy, Amerikaans zwemster
- 1989 - Nacer Chadli, Belgisch voetballer
- 1989 - Gianmarco Di Francesco, Italiaans wielrenner
- 1989 - Josimar Lima, Kaapverdisch-Nederlands voetballer
- 1989 - Matteo Trentin, Italiaans wielrenner
- 1990 - Vitalia Djatsjenko, Russisch tennisster
- 1990 - Kazimieras Vasiliauskas, Litouws autocoureur
- 1991 - Anton Babikov, Russisch biatleet
- 1991 - Skyler Day, Amerikaans actrice en zangeres
- 1991 - Jennifer Johnson, Amerikaans golfer
- 1991 - Jesper van der Wielen, Nederlands atleet
- 1991 - Silvia Woudberg, Nederlands voetbalster
- 1992 - Olivia Price, Australisch zeilster
- 1992 - Charli XCX, Brits zangeres
- 1993 - Jessica Wyns, Belgisch actrice
- 1994 - Emil Krafth, Zweeds voetballer
- 1995 - Filippa Curmark, Zweeds voetbalster
- 1996 - Joris Kramer, Nederlands voetballer
- 1996 - Simone Manuel, Amerikaans zwemster
- 1997 - Clément Berthet, Frans wielrenner
- 1997 - Jesús Tonatiú López, Mexicaans atleet
- 1997 - Ivan Šaponjić, Servisch voetballer
- 1998 - Bruno Blašković, Kroatisch zwemmer
- 2000 - Amber van Heeswijk, Nederlands voetbalster
- 2000 - Jannes Wieckhoff, Duits voetballer
- 2007 - Hester Algra, Nederlands voetbalster

## Overleden

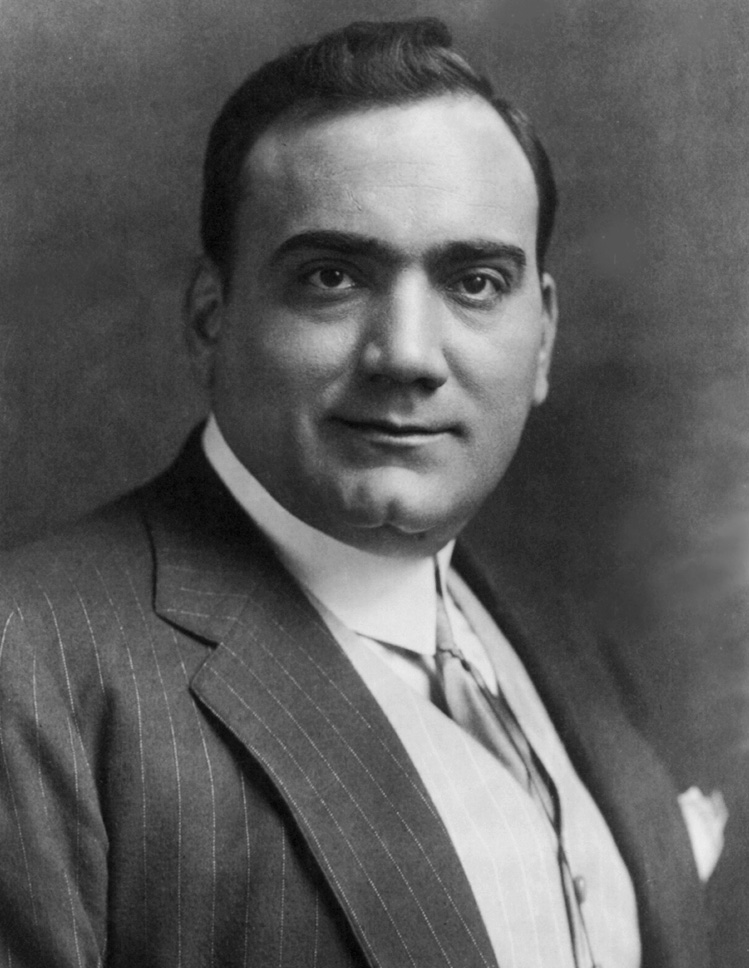
Enrico Caruso,
overleden in 1921

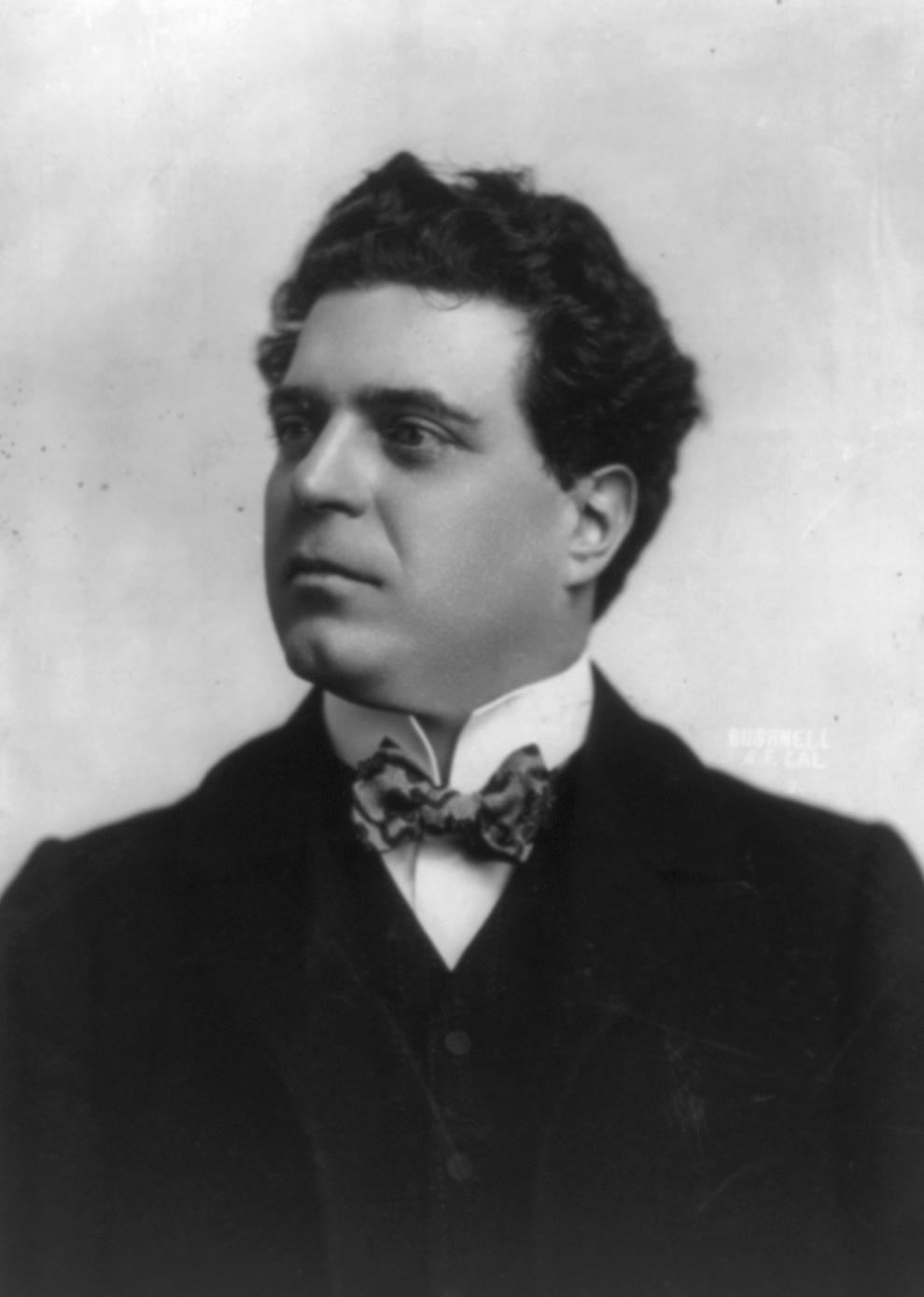
Pietro Mascagni,
overleden in 1945

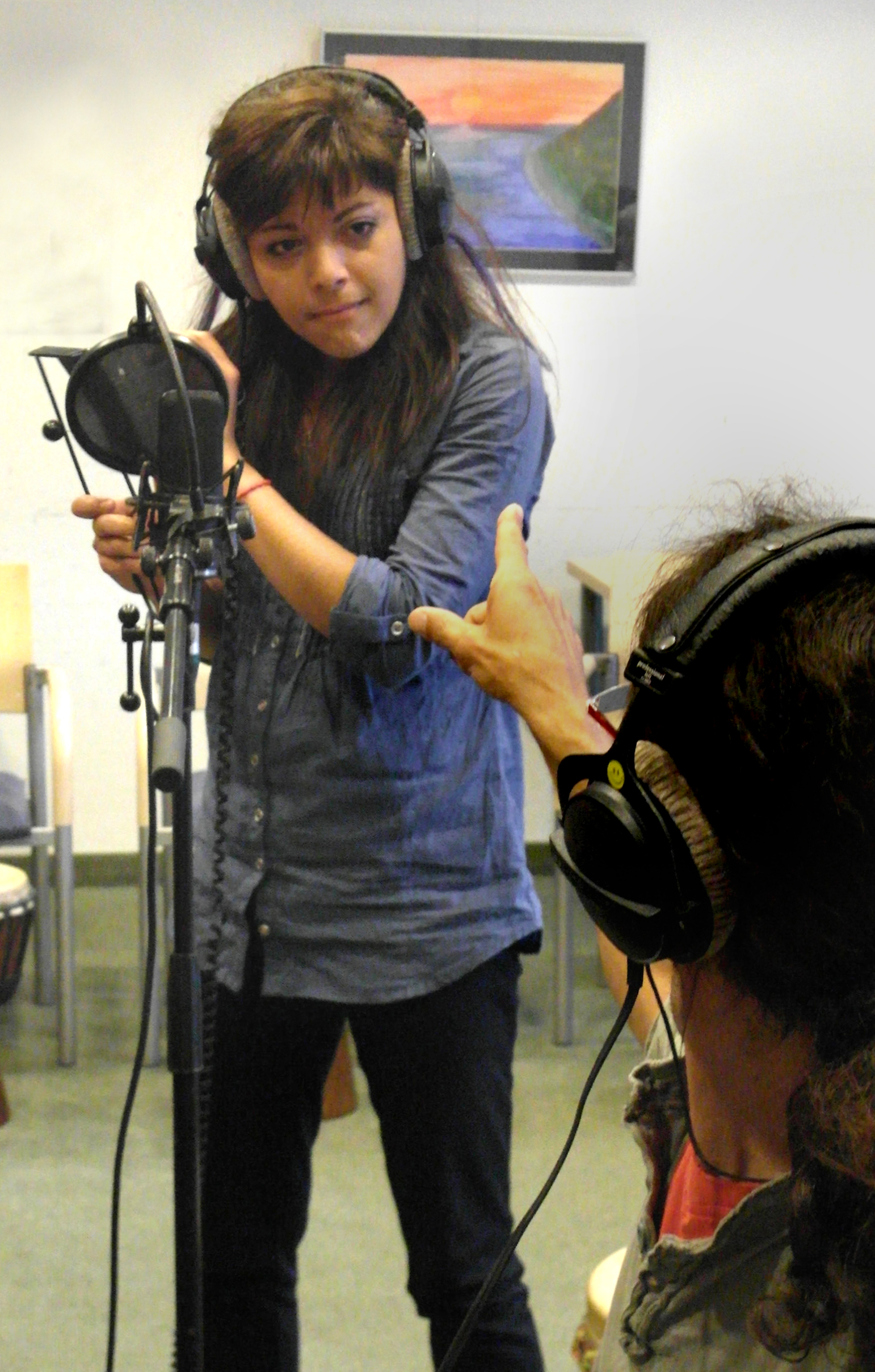
Mihaela Ursuleasa,
overleden in 2012

- 216 v.Chr. - Lucius Aemilius Paulus
- 640 - Severinus, paus van de Katholieke Kerk
- 686 - Johannes V, paus van de Katholieke Kerk
- 1100 - Willem II (40?), koning van Engeland
- 1572 - Aagt Jafies, Nederlands verraadster en moordenares
- 1649 - Elisabeth Bas (77-78), Nederlands herbergierster
- 1788 - Thomas Gainsborough (61), Brits kunstschilder
- 1820 - Abraham Enschedé (60), Nederlands krantenredacteur en boekdrukker
- 1901 - Hans Forssell (58), Zweeds historicus, auteur, politicus
- 1905 - Nizier Anthelme Philippe (56), Frans thaumaturg
- 1913 - Carel van Nievelt (70), Nederlands schrijver en journalist
- 1919 - Johann von Dallwitz (64), Duits politicus
- 1921 - Enrico Caruso (48), Italiaans operazanger
- 1922 - Alexander Graham Bell (75), Schots uitvinder
- 1923 - Warren G. Harding (57), 29e president van de Verenigde Staten
- 1931 - Kinue Hitomi (24), Japans atlete
- 1934 - Paul von Hindenburg (86), Duits generaal en politicus
- 1934 - Carl Friedrich von Langen (47), Duits ruiter
- 1936 - Louis Blériot (64), Frans luchtvaartpionier
- 1944 - Joseph Bonnet (60), Frans orgelcomponist
- 1945 - Pietro Mascagni (72), Italiaans componist
- 1946 - Johannes Hendricus Jurres (71), Nederlands schilder
- 1950 - Luigi Lavitrano (76), Italiaans curiekardinaal
- 1951 - Théo Verbeeck (62), Belgisch voetballer
- 1955 - Rupprecht van Beieren (86), Duits generaal
- 1957 - Georges Hébert (82), Frans marineofficier en sportontwikkelaar
- 1960 - Jules Lowie (46), Belgisch wielrenner
- 1964 - Willem Cornelis van Buuren (58), Nederlands verzetsstrijder
- 1964 - Carel Godin de Beaufort (30), Nederlands autocoureur
- 1974 - Evert Zandstra (76), Nederlands schrijver
- 1976 - Fritz Lang (85), Oostenrijks filmregisseur
- 1976 - Charles Moureaux (74), Waals/Brussels politicus
- 1981 - Delfo Cabrera (62), Argentijns atleet
- 1986 - Gerrit Cornelis van der Willigen (79), Nederlands burgemeester
- 1989 - Luiz Gonzaga (76), Braziliaans zanger en accordeonist
- 1997 - William S. Burroughs (83), Amerikaans schrijver
- 2003 - Willem Wilmink (66), Nederlands schrijver en dichter
- 2004 - François Craenhals (77), Belgisch tekenaar
- 2006 - Ted Elsendoorn (67), Nederlands politicus en ondernemer
- 2006 - Johannes Willebrands (96), Nederlands kardinaal, metropoliet en aartsbisschop van Utrecht
- 2007 - Holden Roberto (84), Angolees vrijheidsstrijder en rebel
- 2008 - Eberhard Rebling (96), Duits musicoloog
- 2009 - Riny Blaaser (88), Nederlands actrice
- 2009 - Hironoshin Furuhashi (80), Japans zwemmer
- 2009 - Shafiq al-Hout (77), Palestijns politicus
- 2009 - Billy Lee Riley (75), Amerikaans muzikant
- 2009 - Mijndert Vonk (89), Nederlands SD'er
- 2009 - Sidney Zion (75), Amerikaans schrijfster
- 2010 - Ansgar Nierhoff (68), Duits beeldhouwer
- 2011 - Baruj Benacerraf (90), Venezolaans-Amerikaans immunoloog en Nobelprijswinnaar
- 2011 - Meldric Daluz (90), Indiaas hockeyer
- 2011 - Attilio Pavesi (100), Italiaans wielrenner
- 2011 - Venere Pizzinato (114), Italiaans oudste mens van Europa
- 2012 - Jacques Caufrier (70), Belgisch waterpoloër en sportbestuurder
- 2012 - Felix De Smedt (88), Belgisch judoka
- 2012 - Jimmy Jones (75), Amerikaans zanger
- 2012 - John Keegan (78), Brits historicus
- 2012 - Bernd Meier (40), Duits voetbaldoelman
- 2012 - Mihaela Ursuleasa (33), Roemeens pianiste
- 2013 - Alla Koesjnir (71), Israëlisch schaakster
- 2013 - Barbara Trentham (68), Amerikaans actrice en model
- 2014 - Jean Favier (82), Frans historicus
- 2014 - Rosetta Hightower (70), Amerikaans zangeres
- 2015 - Sammy Cox (91), Schots voetballer
- 2015 - Piet Fransen (79), Nederlands voetballer
- 2015 - Natalia Moltsjanova (53), Russisch vrijduikster
- 2016 - Forbes Carlile (95), Australisch zwemcoach
- 2016 - David Huddleston (85), Amerikaans acteur
- 2016 - Franciszek Macharski (89), Pools kardinaal
- 2016 - Neil Wilkinson (61), Brits voetballer
- 2016 - Ahmed Zewail (70), Egyptisch-Amerikaans scheikundige en Nobelprijswinnaar
- 2017 - Jim Marrs (73), Amerikaans journalist en auteur
- 2017 - Ely Tacchella (81), Zwitsers voetballer
- 2018 - Armand de las Cuevas (50), Frans wielrenner
- 2018 - Bas Kolbach (82), Nederlands burgemeester
- 2018 - Hennie Marinus (79), Nederlands wielrenner
- 2018 - Daan Schrijvers (76), Nederlands voetballer
- 2018 - Ronny Weemaes (62), Belgisch schaker
- 2019 - Gunder Bengtsson (73), Zweeds voetbaltrainer
- 2019 - Maria Horckmans (80), Belgisch politica
- 2019 - Henk van Santen (64), Nederlands voetballer
- 2020 - Gregory Areshian (71), Armeens-Amerikaans archeoloog
- 2020 - Leon Fleisher (92), Amerikaans pianist en dirigent
- 2021 - Yves de Wasseige (94), Belgisch senator
- 2022 - David Allen Bawden (62), Amerikaans conclavist
- 2022 - Marlies Cordia (73), Nederlands hoorspelregisseuse
- 2022 - Henk Hage (72), Nederlands beeldend kunstenaar
- 2022 - Jan Sonneveld (89), Nederlands landbouwkundige en politicus
- 2023 - Ward Demuyt (88), Belgisch volksvertegenwoordiger en burgemeester
- 2023 - André Saheblal (96), Surinaams topambtenaar en jurist
- 2024 - Ramon de Nennie (66), Nederlands kunstenaar
- 2025 - Norman Eshley (80), Brits acteur
- 2025 - Kelley Mack (Kelley Klebenow) (33), Amerikaans actrice

## Viering/herdenking

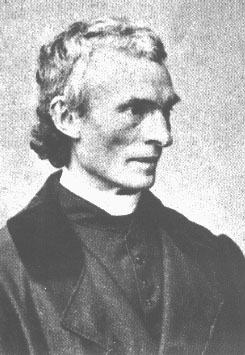
Pierre-Julien Eymard

- Noord-Macedonië - Dag v/d Republiek - Nationale feestdag
- Costa Rica - Engelen maagden feest
- Grenada - Dag van de Emancipatie
- Lesotho - Nationale Boomplantdag
- Noord-Macedonië -
- Rooms-katholieke kalender:
  - Heilige Eusebius van Vercelli († 371) - Vrije Gedachtenis
  - Heilige Pierre-Julien Eymard († 1868) - Vrije Gedachtenis
  - Heilige Stefaan I († 257)
  - Heilige Peter Faber († 1546)
  - Heilige Giustino Russolillo († 1955)

## Weerextremen

### Nederland
| | Officiële records | Officiële records | Officiële records |      | Landelijke records | Landelijke records | Landelijke records  |
| Gebeurtenis | Jaar              | Extreem           | Locatie           | Jaar | Extreem            | Locatie            |                     |
| --- | ----------------- | ----------------- | ----------------- | ---- | ------------------ | ------------------ | ------------------- |
| Laagste etmaalgemiddelde temperatuur (°C) | 1909              | 12,2              | De Bilt           |      | 1909               | 11,7               | Eelde               |
| Hoogste etmaalgemiddelde temperatuur (°C) | 2013              | 26,4              | De Bilt           |      | 2013               | 28,6               | Twenthe             |
| Laagste minimumtemperatuur (°C) | 1929              | 6,3               | De Bilt           |      | 1977               | 4,6                | Deelen              |
| Hoogste minimumtemperatuur (°C) | 2013              | 19,6              | De Bilt           |      | 2013               | 21,0               | Maastricht          |
| Laagste maximumtemperatuur (°C) | 1917              | 14,4              | De Bilt           |      | 1909 1917          | 14,3 14,3          | De Kooy Eelde       |
| Hoogste maximumtemperatuur (°C) | 2013              | 34,0              | De Bilt           |      | 2013               | 36,9               | Arcen               |
| Hoogste uurgemiddelde windsnelheid (m/s) | 1956              | 11,3              | De Bilt           |      | 1956               | 18,0               | Eindhoven           |
| Hoogste windstoot (m/s) | 1952              | 22,6              | De Bilt           |      | 2014               | 28,0               | De Kooy             |
| Langste zonneschijnduur (uur) | 1995              | 14,5              | De Bilt           |      | 1995               | 14,7               | De Kooy             |
| Langste neerslagduur (uur) | 2016              | 12,1              | De Bilt           |      | 2016               | 22,4               | Ell                 |
| Hoogste etmaalsom van de neerslag (mm) | 1948              | 45,6              | De Bilt           |      | 1948               | 45,6               | De Bilt             |
| Laagste etmaalgemiddelde relatieve vochtigheid (%) | 1999              | 44                | De Bilt           |      | 1999               | 36                 | Deelen              |
| Laagste uurwaarde luchtdruk op zeeniveau (hPa) | 2023              | 987,5             | De Bilt           |      | 2023               | 986,2              | Vlieland            |
| Hoogste uurwaarde luchtdruk op zeeniveau (hPa) | 1957              | 1029,8            | De Bilt           |      | 1957               | 1030,8             | De Kooy, Leeuwarden |
| Officiële records worden altijd gemeten op het KNMI-weerstation in De Bilt. Landelijke records kunnen worden gemeten op elk officieel KNMI-weerstation in Nederland. |                   |                   |                   |      |                    |                    |                     |

Uitzonderlijke gebeurtenissen
- 1921 - Laatste officiële tropische dag van het jaar (maximumtemperatuur ≥ 30 °C in De Bilt)
- 1990 - Eerste officiële tropische dag van het jaar (maximumtemperatuur ≥ 30 °C in De Bilt)
- 1999 - Laatste officiële tropische dag van het jaar (maximumtemperatuur ≥ 30 °C in De Bilt)
- 2013 - Officieel hoogste minimumtemperatuur in °C van het jaar gemeten in De Bilt: 19,6
- 2023 - Officieel hoogste uurgemiddelde windsnelheid in m/s van augustus dit jaar gemeten in De Bilt: 7,0
- 2023 - Officieel hoogste windstoot in m/s van augustus dit jaar gemeten in De Bilt: 15,0
- 2023 - Landelijk hoogste windstoot in m/s van augustus dit jaar gemeten in Hoek van Holland: 23,0. Samen met 6 augustus
- 2023 - Officieel laagste uurwaarde luchtdruk op zeeniveau in hPa van augustus dit jaar gemeten in De Bilt: 987,5
- 2023 - Landelijk laagste uurwaarde luchtdruk op zeeniveau in hPa van augustus dit jaar gemeten in Vlieland: 986,2

### België
Dagrecords
- 1922 - Laagste etmaalgemiddelde temperatuur 12,9 °C
- 2013 - Hoogste etmaalgemiddelde temperatuur 27,3 °C
- 1908 en 1926 - Laagste minimumtemperatuur 8,1 °C
- 2013 - Hoogste maximumtemperatuur: 34,1 °C
- 1948 - Hoogste etmaalsom van de neerslag 23,8 mm

Uitzonderlijke gebeurtenissen
- 1949 - Tornado veroorzaakt schade in Haspengouw.
- 2001 - Hevige onweders veroorzaken op meerdere plaatsen overstromingen en schade door bliksem en wind.
- 2013 - Hoge maximumtemperaturen in de provincie Limburg. In Koersel (Beringen) wordt 37,3 °C gemeten.

<< · 1 · 2 · 3 · 4 · 5 · 6 · 7 · 8 · 9 · 10 · 11 · 12 · 13 · 14 · 15 · 16 · 17 · 18 · 19 · 20 · 21 · 22 · 23 · 24 · 25 · 26 · 27 · 28 · 29 · 30 · 31 · >>